# Russell Shearman
Russell Morrison Shearman (Portland, 27 aprile 1908 – Cuba, 5 maggio 1956) è stato un effettista statunitense.
Divenne noto per aver ideato un innovativo e rivoluzionario tipo di neve artificiale durante la produzione del film La vita è meravigliosa; ai premi Oscar 1949 vinse una statuetta grazie al lavoro svolto per il film Il ritratto di Jennie.

## Filmografia
Curò gli effetti speciali dei seguenti film:
- La vita è meravigliosa (It's a Wonderful Life), non accreditato (1946)
- Il ritratto di Jennie (Portrait of Jennie), non accreditato (1948)
- Il corsaro dell'isola verde (The Crimson Pirate), non accreditato (1952)
- Il favoloso Andersen (Hans Christian Andersen, non accreditato (1952)
- Buana Devil (Bwana Devil), non accreditato (1952)
- Il diamante del re (The Diamond Queen) (1953)
- Missione suicidio (Beachhead) (1954)
- L'ascia di guerra (The Yellow Tomahawk) (1954)
- Vera Cruz (1954)
- Il kentuckiano (The Kentuckian) (1955)
- Cacciatori di squali (The Sharkfighters) (1956)